# De chair et d'âme
De chair et d'âme est un livre de Boris Cyrulnik publié le 5 octobre 2006 aux éditions Odile Jacob.

## Thème
De chair et d'âme évoque les relations entre le corps et l'âme et l'« interaction permanente entre notre corps biologique et nos émotions ». Le livre traite notamment de l'impossibilité « de séparer corps et esprit, psychique et physique, affectivité et biologie ». Ainsi pour Boris Cyrulnik, « il est impossible de séparer le corps de l'âme, les deux sont d'une même fonction » (cf. France 2 - Un livre - Boris Cyrulnik : De chair et d'âme).

## Publication
Le livre est tout d'abord publié en 2006 chez Odile Jacob puis chez le Grand Livre du mois avant d'être réédité en 2007 par France Loisirs.